# 155
Het jaar 155 is het 55e jaar in de 2e eeuw volgens de christelijke jaartelling.

## Gebeurtenissen

### Italië
- Anicetus (155 - 166) volgt Pius I op als de elfde paus van Rome.

### Parthië
- Koning Vologases IV raakt in conflict met Rome over de zeggenschap van Armenië.

### China
- Eerste jaar van de Yongshou periode van de Chinese Han-dynastie.

## Geboren
- Lucius Cassius Dio, Romeins historicus

## Overleden
- 11 juli - Pius I, paus van Rome